# Krung Thai Bank
Pour le club de football, voir Krung Thai Bank Football Club.
Krung Thai Bank Public Company Limited (KTB) est une banque publique thaïlandaise dépendant du ministère des finances thaïlandais.

## Histoire
La banque a été créée le 14 mars 1966 par fusion d'Agriculture Bank Limited (fondée en 1950) et de Mondhon Bank Limited (fondée en 1942), dont le gouvernement était l'actionnaire principal. Elle a pris le nom de Krungthai Bank Limited, avec pour logo une image de l'oiseau Vayupaksa, qui était aussi celui du ministère des finances.
Krung Thai Bank est devenue une banque importante, offrant progressivement un large éventail de services. Son siège sur Yawaraj Road est devenu trop petit, et en 1982, elle l'a réinstallé au 35 Sukhumvit Road, dans le district de Watthana, où il est resté depuis lors.
La banque a connu un développement régulier et rapide, élargissant son réseau pour mieux servir ses clients. Elle fut la première, en 1988, à avoir des agences et des distributeurs de billets dans toutes les provinces de Thaïlande. Elle a aussi été la première entreprise d'état cotée au Stock Exchange of Thailand, le 2 août 1989. Son principal actionnaire est actuellement le ministère des finances thaïlandais, qui contrôle 6 184 milliards d'actions, soit 55,31 % du total.
Outre son activité de banque commerciale, Krung Thai Bank est l'agent financier du gouvernement pour appliquer certaines politiques, en prêtant préférentiellement à certains secteurs, comme pour le programme One Tambon One Product, les prêts TIC et les prêts pour l'éducation. La banque est aussi utilisée par les agences gouvernementales, par exemple les services fiscaux pour leurs remboursements, ou directement par le gouvernement, par exemple pour payer les retraites.

## Branches
Crédit
- KTB Leasing Company Limited (เคทีบี ลิซซิ่ง)
- Krungthai card Public Company Limited (KTC)
- Krungthai IBJ Leasing Company Limited

Marché des capitaux et conseil financier
- KT ZMICO Securities Company Limited
- Krungthai Asset Management Public Company Limited (KTAM)
- KTB Advisory Company Limited (KTBA)

Assurance
- Krungthai –AXA Life insurance Company Limited
- Krungthai Panich Insurance Company Limited (KPI)

Aide aux entreprises
- Krungthai Computer Services Company Limited (KCS)
- Krungthai General Services Company Limited (KGS)
- Krungthai Legal Services Company Limited (KLS)

### Services et banques repris par Krung Thai Bank
Par fusion le 14 mars 1966 :
- Agriculture Bank Company Limited, fondée en 1950
- Mondhon Bank Company Limited, fondée en 1942 sous le nom de Thai Bank Limited

Autres banques et services :
- Sayam Bank Company Limited, fondée en 1965 sous le nom d’Asia Trust Bank Limited et renommée en 1984. Elle a été transférée à KTB le 17 août 1987, certaines parties devenant la Thippayasin Co, Ltd, gestionnaire de ses prêts hors de Thaïlande.
- Bangkok Bank of Commerce Public Company Limited, qui a cessé ses opérations en 1998, victime de la crise économique asiatique. La même année, KTB a accepté le transfert d'une partie de ses actifs « propres ».
- First Bangkok City Bank Public Company Limited (FBCB), reprise par KTB le 2 novembre 1998.

Services transférés à d'autres banques :
- La division finance islamique de la banque, nommée Krung Thai Shariah Bank, a été transférée le 9 novembre 2005 à l’Islamic Bank of Thailand.